# Wohltorf
Wohltorf là một đô thị thuộc huyện Lauenburg, trong bang Schleswig-Holstein, Đức. Đô thị Wohltorf có diện tích 5,94 km², dân số thời điểm ngày 31 tháng 12 năm 2006 là 366 người.